# Svenska Odlarlaget
Svenska Odlarlaget ekonomisk förening ägs av ca 140 frukt- och grönsaksodlare i södra Sverige. Föreningen är godkänd av EU som producentorganisation och har ett omfattande program av EU-aktiviteter både i föreningen och i odlargrupper. Samtliga odlare är certifierade med kvalitetsmärket Svenskt sigill.
Föreningens mål är att på bästa sätt sälja medlemmarnas produkter. Kunderna är huvudsakligen förstaledsgrossister, som distribuerar färskvarorna till butik och storkök. Nyckelord i verksamheten är öppenhet, rättvisa, kvalitet, kostnadseffektivitet och ett samlat utbud för att nå bästa möjliga resultat för medlemsföretagen. Föreningen arrangerar dagligen under säsongen grönsaksauktion på Långeberga i Helsingborg.
Auktionshandeln bedrivs med neråtgående holländsk auktionsklocka. Odlarlagets strategi kan närmast jämföras med de belgiska och franska (Bretagne) auktionernas strategi, eftersom även dessa säljer i stort sett alla sina standardprodukter i auktionshandel med klocka. I Nederländerna och Danmark används också auktionshandel med klocka men för auktionsföretagen i dessa länder är andelen produkter på klockan betydligt lägre.